# بيتر بنسون
بيتر بنسون (بالإنجليزية: Peter Benson)‏ هو لاعب دوري الرغبي أسترالي، ولد في 24 يناير 1967.